# ニュート・ギングリッチ
“ニュート”ニュートン・リロイ・ギングリッチ（英語: Newton Leroy "Newt" Gingrich、1943年6月17日 - ）は、アメリカ合衆国の政治家。保守派である。共和党に所属し、第58代アメリカ合衆国下院議長を務めた。1995年に民主党の下院多数派の独占を42年目にして終止符を打ったことで、『タイム』誌のマン・オブ・ザ・イヤーに選ばれた。

## 来歴
1943年6月17日にニュートン・リロイ・マクファーソン（Newton Leroy McPherson）として、ペンシルベニア州ハリスバーグに誕生する。母親のキット（キャスリーン）は16歳で結婚して17歳で彼を産み、その後離婚した。そして19歳で再婚してギングリッチの姓となった。なおマクファーソンは実父の姓である。
1965年に名門のエモリー大学で学士号、1971年にテュレーン大学で近代ヨーロッパ史の博士号を取得。1970年から78年までウェストジョージア大学助教授を務めた。
1974年と1976年にジョージア州で下院議員選挙に出馬するが落選し、その後1978年に35歳で下院議員に初当選を果たし、1979年から20年間連邦下院議員を務めた。ギングリッチは民主党が多数を占める下院議会を批判し、その姿がC-SPANで中継されて知名度が上がった。
1989年に下院の少数党院内幹事に就任。全米を回って草の根組織を作り、ロナルド・レーガン政権の終了と冷戦終了で目標を見失って漂流していた共和党の再建に取り組んだ。1994年の中間選挙において、均衡財政・減税・福祉の削減・大統領による項目別拒否権などについての共和党の公約「アメリカとの契約」の作成で中心的役割を果たした。この契約は、それまで選挙区ごとの課題が主な争点だった中間選挙において、国レベルの課題を提示するものであった。契約には367名の下院議員候補者が署名し、同選挙では共和党が大勝、上院と下院で多数党となり、ギングリッチは混迷から再生した保守政界のキーパーソンとして浮上した。
1995年には下院議長に就任した。

### 下院議長
選挙後、1995年1月からの議会会期では、「アメリカとの契約」に基づいて矢継ぎ早に法案を提出、クリントン政権と激しい戦いを展開した。未成年の未婚の母に対する福祉を打ち切ってその子供を孤児院に収容することで国の福祉予算を減らせるという提案をしたことで、ヒラリー・クリントンなど一部から反発を招いた。また均衡財政を義務付ける憲法修正案や、大統領の項目別拒否権を可能にする法案を相次いで下院通過させたが、均衡財政憲法修正案は上院に、項目別拒否権はクリントン大統領も賛成はしたものの最高裁に違憲と判断される。
この議会ではさらに、クリントン政権と歳出削減の規模など予算案をめぐって激しく対立、クリントン側も民主党として初めてとなる均衡財政案（ギングリッチが下院で可決させた2002年までの均衡財政策に対し、福祉を維持しつつ2005年までに均衡させるとしたもの）を出すなど共和党側へ反撃を行った。こうした対立のため、新年度開始の1995年10月になっても予算案が可決できなかった。クリントン政権とギングリッチの共和党の対立は激しく、暫定予算通過が間に合わず、政府職員を一時帰休させたり政府機関を数週間閉鎖するなど、政府が11月と12月に二度機能停止（「政府閉鎖」）に追い込まれる事態となった。
ギングリッチはクリントン政権からの反撃を受け始めただけでなく、政府閉鎖を辞さない妥協のない態度が世論から批判されつつあった。11月の政府閉鎖の後には、「ラビン首相の葬儀から戻るエアフォースワンの中で、クリントン大統領に無視され話す機会すら与えられなかったため、より厳しい予算案を提出した」、とレポーターにほのめかし、人物の小ささが批判された。さらに糟糠の妻から現在の若い妻に乗り換えた話や、金銭スキャンダルも彼の人気を下げた。後日ホワイトハウスから、ギングリッチと大統領、ボブ・ドールがフライト中話をしている写真が公表され、ギングリッチのイメージダウンとなった。
クリントン政権の財政均衡案を結局共和党は呑み、以後財政均衡や福祉国家の効率化というギングリッチのテーマは完全に民主党側に奪われ、共和党は守勢に立たされた。共和党はビル・クリントン大統領の女性スキャンダル追及に命運をかけたが、その執拗さから却って有権者の批判を受け、1998年の中間選挙では共和党は議席を減らす。このためギングリッチは再選したばかりだったが、1999年議員を辞職し政界を退いた。ちなみに現在の夫人であるキャリスタとは当時不倫関係にあったことを2007年のインタビューで告白した。

### 政界引退後
現在は、アメリカンエンタープライズ研究所シニアフェロー、スタンフォード大学フーバー研究所客員研究員、FOXニュースのアナリスト（またはコメンテーター）などを務める。
また、2008年アメリカ合衆国大統領選挙に出馬する予定で、共和党の大統領候補の中ではルドルフ・ジュリアーニ、ジョン・マケインに続き、常に3番手に就けていた。国防総省・国防政策委員としてイラク戦争を推進した一方、ブッシュ政権とは距離を置いており、保守の再建を期待する声が底流にあるためだった。ただ、2007年に入り、フレッド・トンプソン元上院議員が台頭し始めると、保守票はトンプソンに流れ人気は低迷し始める。そして、同年9月29日、大統領選への不出馬を表明した。

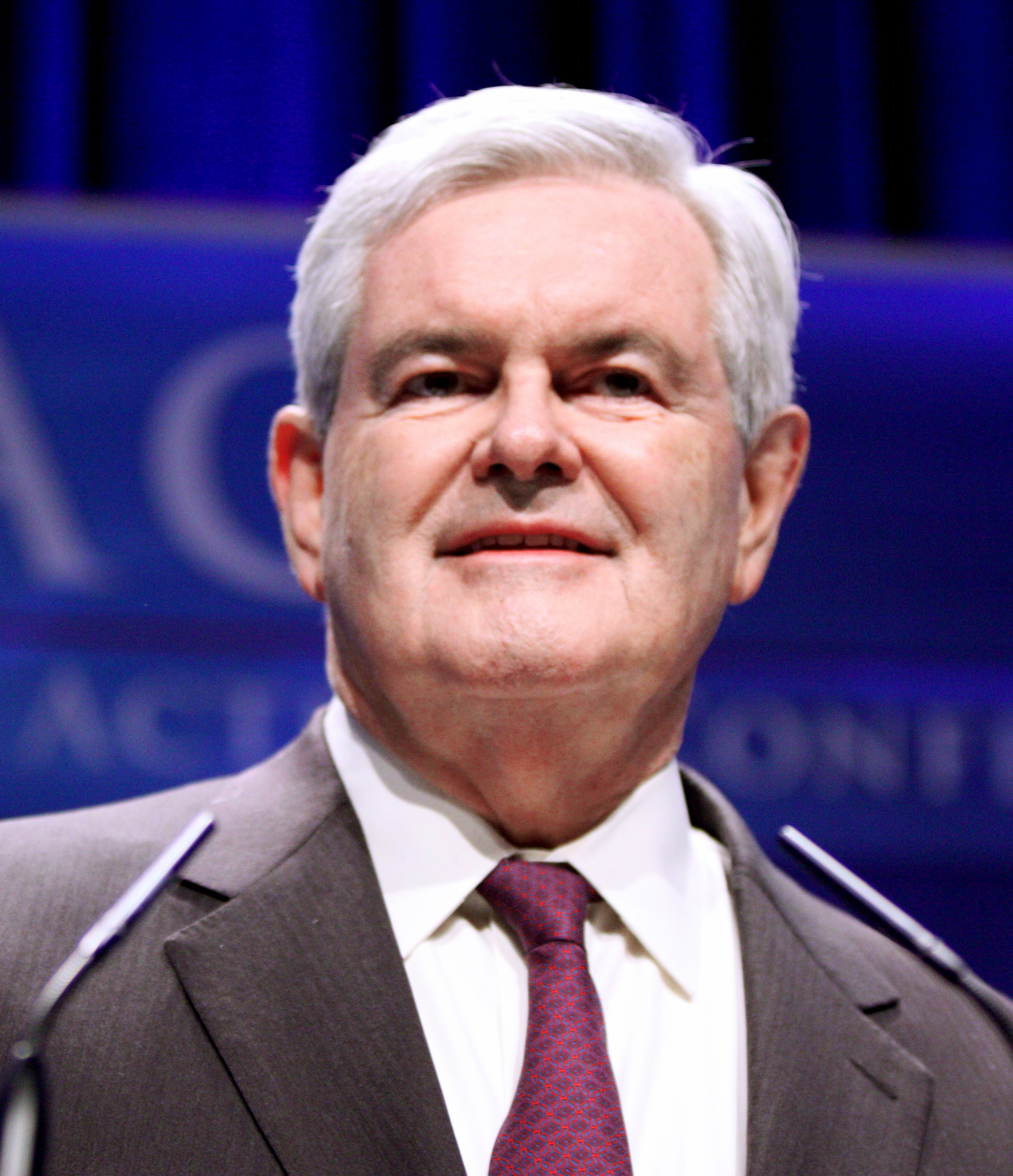
ニュート・ギングリッチ（2011年）

選挙期間中、環境問題に関するジョン・ケリーとの論争の中で緑の保守主義を唱え、この理念の普及に一役買うことになった。2008年大統領選挙へは出馬しなかったが、その後も共和党の保守派として党内で影響力を保ち続けた。

### 2012年大統領選
2012年大統領共和党予備選では、共和党内でバラク・オバマ現大統領に対抗しうる候補の一人と見なされていた。2011年5月11日、自身のツイッターで共和党候補指名選挙に出馬すると発表した。党内きっての議会通のベテラン議員として、また、新保守主義者を自任する一方で軍事介入に懐疑的なリバタリアンにも配慮した保守派の統一候補として注目を集める。
一時は支持率でトップに立ったが、「同性愛者への政策は？」と問われて「オバマに投票しろ」と答えたり、「パレスチナ人はテロリスト」「パレスチナ国家はフィクション」などと発言して物議を醸し、2度の離婚歴についても攻撃されるなど、勢いを落としている。
首位のミット・ロムニーが独走する中、獲得代議員数2位のリック・サントラムが2012年4月7日に撤退したことによって次点に繰り上がり、選挙戦に残った唯一の保守系候補となるが、勝機の乏しさと資金難により5月2日に撤退とロムニー支持を表明した。

### ドナルド・トランプ政権
2016年11月、ドナルド・トランプ政権移行チーム副委員長に指名された。
2020年12月にトランプ政権での国防総省の諮問委員会の人事でクリストファー・ C・ミラー国防長官代行によってマイケル・ピルズベリーを新たな委員長とする国防政策委員会のメンバーに選ばれたが、2021年1月に誕生したジョー・バイデン政権のロイド・オースティン国防長官によって解任された。

## 改宗
バプテスト、ルーテル教会と改宗して、今はカトリックになっている。

## 著書
- 『トランプのアメリカ その「偉大なる復活」の真相』（2018年　産経新聞出版）
- 『大きな政府の社会主義を打ち破れ!: アメリカの未来を救う』（2024年　救国シンクタンク叢書　総合教育出版）